# 陳水扁政府
陳水扁政府（通稱扁政府）是指2000年5月20日至2008年5月20日，陳水扁擔任第10任與第11任中華民國總統期間所領導的中華民國政府。陳水扁政府是行憲後首個非由中國國民黨領導的政府。陳水扁與呂秀蓮於2000年總統選舉中以39%得票率勝出，實現中華民國歷史上首次政黨輪替；2004年總統選舉，陳呂二人再度以0.2%的極些微得票率差距贏得連任。
陳水扁政府時期經歷6個內閣，分別為唐飛內閣、第一次張俊雄內閣、游錫堃內閣、謝長廷內閣、第一次蘇貞昌內閣及第二次張俊雄內閣，共五位六任。其中，首任閣揆唐飛為中國國民黨籍，但總統府方面並未與在野黨協商組閣，而是逕自徵詢並任命之；國民黨方面則是將唐飛予以停權處分，並聲明其內閣施政與該黨無關。
民主進步黨於第五屆立法院和第六屆立法院雖為第一大黨，但席次並未過半；在野泛藍陣營的中國國民黨和親民黨則共組「國親聯盟」與之抗衡，使得陳水扁政府8年執政期間成為「少數派政府」，政策經常受到在野陣營的反對與阻撓，因而陷入嚴重的內耗。

## 政府人事

### 副總統
|      |      |        |               |               |            |  |  |
| 次序 | 肖像 | 姓名   | 任職期間      | 任職期間      | 政黨       |  |  |
| 次序 | 肖像 | 姓名   | 到任時間      | 卸任時間      | 政黨       |  |  |
| 1    |      | 呂秀蓮 | 2000年5月20日 | 2008年5月20日 | 民主進步黨 |  |  |

### 內閣
|           |          |                 |               |               |          |            |  |
| 內閣 次序 | 閣揆肖像 | 閣揆姓名        | 存續期間      | 存續期間      | 存續期間 | 所屬政黨   |  |
| 內閣 次序 | 閣揆肖像 | 閣揆姓名        | 到任時間      | 卸任時間      | 任期時間 | 所屬政黨   |  |
| 1         |          | 唐飛            | 2000年5月20日 | 2000年10月6日 | 139天    | 中國國民黨 |  |
| 2         |          | 張俊雄          | 2000年10月6日 | 2002年2月1日  | 1年118天 | 民主進步黨 |  |
| 3         |          | 游錫堃          | 2002年2月1日  | 2005年2月1日  | 3年0天   | 民主進步黨 |  |
| 4         |          | 謝長廷          | 2005年2月1日  | 2006年1月25日 | 358天    | 民主進步黨 |  |
| 5         |          | 蘇貞昌          | 2006年1月25日 | 2007年5月21日 | 1年116天 | 民主進步黨 |  |
| 6         |          | 張俊雄 （二次） | 2007年5月21日 | 2008年5月20日 | 365天    | 民主進步黨 |  |

### 交接前總統直屬單位
|                      |                      |        |            |
| 職銜                 | 職銜                 | 姓名   | 所屬政黨   |
| 總統府秘書長         | 總統府秘書長         | 陳唐山 | 民主進步黨 |
| 總統府副秘書長       | 特任                 | 陳其邁 | 民主進步黨 |
| 總統府副秘書長       | 政務                 | 林佳龍 | 民主進步黨 |
| 總統府公共事務室主任 | 總統府公共事務室主任 | 李南陽 |            |
| 國家安全會議         | 代理秘書長           | 陳忠信 | 民主進步黨 |
| 國家安全會議         | 副秘書長             | 林錦昌 |            |
| 國史館館長           | 國史館館長           | 張炎憲 | 無黨籍     |

## 內政

### 人權政策
為彰顯新政府重視人权議題，總統陳水扁甫上任即成立「總統府人權諮詢小組」，2004年擴編為「總統府人權諮詢委員會」，由副總統呂秀蓮擔任主任委員，著重於「人權入憲」與「人權修法」之研議。
2002年，總統府在南海學園成立「國家人權紀念館籌備處」，提出設立人權紀念館的構想；然而《國家人權紀念館組織法草案》送交立法院審查後，卻遭在野的泛藍勢力阻擋而決議不通過，原先的常設展覽館計畫也被迫取消。

### 婦女政策
有別於過去中國國民黨執政時期的保守主义，扁政府從選前就大力提倡性別平等，除提名女性副總統候選人外，上任後女性閣員人數也佔全體內閣的四分之一以上。2001年立法院三讀通過《兩性工作平等法》，首度將禁止職場性別歧視寫入法規，同時確立職場性骚扰的救濟機制；2004年也在葉永鋕事件的背景下通過《性別平等教育法》立法，在國中小課程中納入性別平等教育，倡導尊重個人性別氣質與性傾向，並打破過去的性別刻板印象。此外，為補足上開兩部法規的漏洞，2005年再通過《性騷擾防治法》，臺鐵和臺北捷運也分別增設女性專用車廂或夜間婦女等候區，保障女性在職場、校園場域以外的安全。
2007年，總統陳水扁簽署《消除對婦女一切形式歧視公約》，外交部委託友邦諾魯駐联合国代表團將批准書轉交給联合国秘书处存放，但遭時任联合国秘书长潘基文援引聯合國大會第2758號決議退回。

### 民族政策
為落實多元族群共榮的理念，扁政府於2001年設立「行政院客家委員會」，針對客家文化的傳承、復興做系統性規劃，並透過推行客語能力認證、成立客家電視台等政策支持其發展。同時在原住民族文化保存方面，行政院原住民族委員會也於2005年起開播原住民族電視台頻道，並設立「原住民族文化事業基金會」發展媒體廣播事業。除此之外，原民會也於2001年～2008年間陸續承認邵族、噶瑪蘭族、太魯閣族與撒奇萊雅族，尊重不同族群文化的認同。

### 憲法增修
2005年，扁政府為回應立委席次減半運動，執政的民主進步黨與當時最大在野黨中國國民黨罕見形成共識，聯手通過第七次修憲，同時也是中華民國歷史至目前為止最後一次修憲。其內容重點如下：
- 廢除任務型國民大會，確立立法院為一院制國會。
- 憲法修正案與領土變更案改由公民複決，通過門檻為同意票須達到選舉人總額之半數以上。
- 總統、副總統弹劾案改由全體立法委員1/2以上之提議，經2/3以上全體委員之決議，由憲法法庭審理。
- 立法委員席次由225席減半至113席，選制並從原本複數選區制改為單一選區兩票制，獲得5%以上得票率的政黨才能列入不分區當選名單。

此次的修憲內容大幅壓縮了小黨的生存空間，並遭遇親民黨、台灣團結聯盟等其他在野黨的反對，但在國、民兩黨的席次優勢下仍然全數過關；從此台灣的政治生態逐漸傾向兩黨制發展。

### 轉型正義

#### 不當黨產
扁政府就任後開始清查中國國民黨過往累積的不當黨產，並由中央政府部會提告追討。2004年，財政部成立「國家資產經營管理委員會黨產處理專案小組」，負責處理不當黨產事宜；同年底，執政黨試圖在立法院通過《政黨不當取得財產處理條例》草案，但遭在野的國親聯盟封殺。在沒有設立專法的情況下，多數案件在進入司法訴訟後，因欠缺法律上的追討依據而遭敗訴判決，因此實際執行成效並不佳。

#### 人權教育
2002年，行政院文化建設委員會將過去白色恐怖時期兩處關押政治犯的處所「景美看守所」與「綠島感訓監獄」登錄為歷史建築，並於數年後落成「臺灣景美人權園區」與「綠島人權紀念園區」，將內部整理改建為展覽空間，向民眾展示過去威權統治時期打壓人權的統治手段，並與教育機構合作進行人權教育。

#### 空間解嚴
陳水扁入主總統府後延續其在臺北市市長任內的一系列「空間解嚴」措施，破除過去統治機關森嚴、不可侵犯的形象，同時抹除獨裁者的个人崇拜象徵，包括擴大開放民眾參觀總統府、並將其名稱從「介壽館」正名回「總統府」、中正紀念堂更名為「國立臺灣民主紀念館」、國家兩廳院前的空間命名為「民主大道」和「自由廣場」並更換牌樓題字，以及中正國際機場更名為「臺灣桃園國際機場」等等。府前的凱達格蘭大道自此之後也逐漸轉變為臺灣各種社會運動的聚集之處，包括同志大遊行、反核大遊行等等，而不再只是衝撞威權的集體記憶。

### 通訊傳播

#### 廣電三法
2003年6月，兼任民主進步黨主席的總統陳水扁在中常會上宣示「黨政軍退出媒體」的決議，要求黨職人員退出媒體經營；在此之前立法院也通過了《無線電視事業公股處理條例》，將華視公共化、台視民營化。而後，行政院新聞局提出「廣電三法整併」的目標，獲得在野黨的響應。年底，立院通過《廣電三法》的修正，並未如原先計畫將三部法律整合，但納入了「黨政軍條款」，限期政府部門與政黨退出廣播、電視經營，也限制公職人員和政黨要員擔任廣電媒體董監事職務。

#### 媒體監管
初步完成媒體改革後，朝野對設立通訊傳播監管機構達成共識，兩大黨均同意將其定調為獨立機關，但針對其內部成員的產生方式卻產生了相當大的歧異。在野的國親聯盟主張，委員比例應按照國會席次占比分配，而行政院則認為此舉將喪失獨立意義。在國親聯盟的人數優勢下，立法院於2005年三讀通過《國家通訊傳播委員會組織法》，行政院被迫設立「國家通訊傳播委員會」（簡稱NCC），但也不甘示弱，隨即聲請司法院大法官釋憲並拒絕任命NCC委員。最終，大法官公布釋字第613號解釋，宣告《通傳會組織法》部分違憲；立法院遂著手修正，將NCC委員提名權歸還行政院院長，同時保留立院的人事同意權。
NCC成立後，其職權包括定期檢視與評估有线电视業者的經營狀況是否符合法律規範與新闻伦理，以發換營業執照；以及有線電視頻道申請案、媒體事業併購案之核准等業務，對通訊傳播產業進行監管。

### 去中國化政策
扁政府為了兌現對於支持者的承諾，於2007年時發起了一系列「台灣正名運動」措施，試圖降低中華民國本位思想對於臺灣造成的影響。其內容包括將中華郵政更名為「臺灣郵政」、中國石油更名為「台灣中油」以及中國造船公司更名為「台灣國際造船公司」等等。除此之外，2003年時為了避免台灣人旅外時被誤認為中华人民共和国公民，外交部宣布更改中華民國護照樣式，在封面頁加註「TAIWAN」的字樣以資識別，該版本並被持續沿用至2020年為止。

## 經濟

### 經濟概況
臺灣的人均所得在扁政府執政期間逐年增長，但相較於李登輝政府時期，其成長幅度則略為趨緩。根據國際貨幣基金組織的統計，2000年扁政府上任第一年臺灣的人均GDP為14,844美元，至2008年其卸任時則為18,054美元。

### 南進政策
扁政府上任初期延續前朝的南向政策，除繼續鼓勵台商投資东南亚國家之外，另外針對農漁業技術、醫療衛生、教育、科技與基礎建設方面給與援助，並鎖定越南、泰国、菲律宾、缅甸、印尼及马来西亚為主要合作對象；同時國合會也大量招募志工前往海外服務，另闢民間外交的互動模式。南進政策在移工方面也取得成效，2002年簽署《臺泰勞工直接聘僱協定》全面開放泰勞來台，以及2004年時與印尼簽署《勞工備忘錄》解凍印勞輸入，藉此補足產業結構升級後的勞力市場缺口。

### 高鐵建設
高鐵工程於2000年動工，歷經6年的建設，中間曾一度延緩通車，終於在2007年1月5日正式營運，共設有台北、板橋、桃園、新竹、台中、嘉義、台南及左營8站，從此改變了台灣往返南北的運輸型態，更形成了「北高一日生活圈」；而曾經盛極一時的「台北－高雄航線」更因高鐵通車而運量一落千丈，並最終於2012年走入歷史。

### 新十大建設
行政院在2003年公佈「新十大建設」的國家整體建設計畫，預計耗費5年時間、投入約5千億元新臺幣擴大公共建設，內容包括國際藝術及流行音樂中心、高雄港洲際貨櫃中心、第三波高速公路、平地水庫海淡廠、臺鐵捷運化等工程以及M台灣計畫等軟、硬體設施的完善。計畫預算於2005年經立法院審議通過，截至2008年5月其卸任為止，執行完畢的項目有國道5號北宜段（雪山隧道）、國道6號霧峰－埔里段、台江大道、臺北捷運南港線、小南門線、小碧潭支線、板橋線和土城線、高雄捷運紅線與金門、馬祖西莒海水淡化廠，以及鋪設寬頻網路管線、補助中低收入戶裝設衛星接收器等；其任內開始動工、至卸任後始完工的項目則有故宮南院、高雄捷運橘線、臺鐵沙崙支線、內灣支線及汐止七堵高架化專案；至於台中大都會歌劇院、台中古根漢美術館和台灣博覽會則是取消或改由地方政府辦理。

### 中部科學園區
繼新竹科學園區之後，行政院於2002年再核定設立中部科學園區，協助友達光電等科技大廠擴建廠房，並在動工一年後正式營運。高效率的建設速度使得臺中園區的第二期開發案也緊接著於2005年開始營運，並吸引半導體、精密機械等產業進駐，行政院乃於2007年設立中科管理局專責管理，同時陸續核定虎尾園區、后里園區等開發計畫。

## 能源

### 核四停工
「反對核能」是民主進步黨選前的政見，競選期間陳水扁陣營也主張一但當選將停建核四廠。然而陳水扁就任總統後，首任閣揆唐飛卻堅持核四應該續建，其立場與總統府及經濟部間出現矛盾，最終唐飛以健康因素為由請辭。繼任的閣揆張俊雄上任後不久即宣布核四停工，引發在野的泛藍陣營強烈不滿，行政院遂聲請釋憲，司法院大法官則做出釋字第520號解釋，認為在國家重大政策上，行政院有義務遵從立法院之決議。釋憲結果出爐後，中國國民黨及新黨籍立法委員立刻提案要求核四復工，並以135：70的票數通過作成決議，迫使行政院續建核四。2001年2月，行政院正式宣佈核四復工。

## 外交

### 外交方針

#### 務實外交延續
扁政府上任初期曾採取李登輝政府時期的務實外交路線，即不追求建立正式外交關係、以發展雙邊實質往來為原則，被認為是務實外交的延續。2003年，為進一步拓展與欧洲共同体（即歐盟的前身）間的經貿交流，在多方斡旋下歐洲經貿辦事處於3月正式在臺北揭牌開館；同年8月，臺灣駐斯洛伐克代表處也在布拉迪斯拉发開設。

#### 過境外交
李登輝任內開創了「過境外交」的先例後，繼任的扁政府亦蕭規曹隨；但與前朝相異者，扁時代多為「突襲式」的過境，不僅行程變數相當大，也顯現出與當地政府的事前溝通並不順暢。雖然表面上看似有所突破，但其實象徵意義大於實質意義，提供過境的國家事後往往遭到北京當局的外交報復，反而無法進一步發展關係；同時也在世界各地開起外交戰場，因此被謔稱是「烽火外交」。
2006年5月，總統陳水扁啟動興揚專案出訪友邦巴拉圭、哥斯达黎加與多明尼加，在前往巴拉圭的途中臨時決定不按原訂計劃過境美国阿拉斯加州首府安克拉治，之後專機無預警降落在阿拉伯联合酋长国首都阿布扎比、荷兰首都阿姆斯特丹、印尼巴丹島與利比亚等非邦交國，以加油或是過境為由停留。府方基於保密理由，未事先公布降落地點，因此有整整37小時機上隨團記者對於航程完全處於不知情的狀態，中間還一度因為行程曝光而臨時遭黎巴嫩政府拒絕降落，被戲稱為「世紀迷航」。

#### 競逐邦交
陳水扁在任內與中华人民共和国展開邦交國爭奪戰，前後先後共有馬其頓、利比里亚、多米尼克、格林纳达、塞内加尔、乍得、哥斯达黎加和马拉维等8國與台斷交轉而承認北京；同時也與基里巴斯及圣卢西亚建立或恢復邦交關係。其中，諾魯在其任內先斷交後復交，瓦努阿图則是建交後短短7天內就斷交。政府為了穩住邦交，曾宣布投入75億元新臺幣的「榮邦專案」計劃以鞏固邦交，但實施成效不佳，後續甚至爆出巴紐外交公款侵吞案等貪瀆案件，因此被在野黨譏為「凱子外交」。

### 雙邊關係

#### 臺灣－美國關係
陳水扁上任之初適逢柯林頓總統當政的最後一年，華府對毫無執政經驗的民進黨頗有疑慮，總統陳水扁也試圖透過「四不一沒有」的宣示以搏取美方信任。柯林頓下台後，共和黨的小布希成為新一任的美国总统，其採取共和黨一貫的友台路線，2003年陳水扁過境纽约時甚至給予高度禮遇，准許其出席「二〇〇三人權獎」受獎典禮並公開發表演說，之後也在巴拿马與時任國務卿科林·鮑爾會晤寒暄。
不過，當兩岸關係陸續因一邊一國、《反分裂法》等事件陷入對抗後，華府數次介入調停；同時因911事件以來美国的外交重心轉移至中东地區，布希總統無意分散注意力在东亚事務上，對於扁政府愈發激進的兩岸政策漸感不滿，甚至一度傳出布希將陳水扁稱作是「麻煩製造者」。2006年初，陳水扁釋出考慮廢除國統會與《國統綱領》的消息，白宮即指派國安會資深官員抵台進行溝通，卻在陳水扁的堅持下無功而返，導致台美雙方陷入各說各話的僵局。
2007年陳水扁任內最後一次出訪，美方僅允許其過境阿拉斯加州；陳水扁對為抗議禮遇規格過低，刻意仿效前總統李登輝拒絕下機，並脫去西裝與領帶見客。然而此舉並未如同1996年般引起國會關注，亦未在華府激起任何支持台灣的聲浪。其後民進黨推動入聯公投，時任國務卿康朵麗莎·萊斯更是嚴詞批評此舉為「挑釁的政策」，導致台美關係每況愈下。

#### 臺灣－日本關係
扁政府就任第一年為森喜朗擔任日本首相，森氏本身與前總統李登輝及總統陳水扁皆有私交，其執政期間雖然只有短短一年，仍曾力排外務省官僚系統的反對聲音，堅持同意發放李登輝的訪日签证；森氏本人也曾在卸任後多次訪問台灣。森氏辭職後，接任的小泉纯一郎亦採取對台友好的路線，2004年日本首度投票支持台灣成為世界卫生大会的觀察員國，2005年更在北京的反對之下對臺灣開放觀光免簽證優惠，並首次將台海議題納入「美日安全諮商會議」的共同戰略之中。
2006年小泉的總裁任期屆滿，其欽點的接班人、時任官房長官安倍晋三接替了首相大位。安倍內閣大抵延續小泉時代的外交政策，雖未直接調整對台作為，但在「美日同盟」的架構下仍然相當重視台海安全。然而受到醜聞弊案的影響，安倍執政僅短短一年即提前辭職；新首相福田康夫向來被視為對華立場友善的鴿派，福田內閣在外交上戮力發展對中關係的同時，也力求日、台、中三方維持現有的穩定局面；對於民進黨推動的入聯公投，福田則公開表達不支持的立場。

#### 臺灣－俄羅斯關係
陳水扁在臺北市長任內曾經出訪俄罗斯，與時任圣彼得堡第一副市長、後來的俄罗斯总统普丁會晤，因此牽起了與俄國間的聯絡管道。出任總統後，扁政府利用這條人脈與俄方搭上線，初期台俄關係發展相當密切，雙方於2001年宣布海參崴與臺北直航，時任總統府副秘書長陳哲男更藉此順道訪俄，成為苏联解体以來最高層級的出訪官員；隔年兩國再開通莫斯科－臺北包機直航，年底於海參崴舉行的第三屆APEC投資會議臺灣也首度派出部長級訪團，與俄方就融資及肥料、石油採購達成具體協議。駐俄代表處亦於此際增設「科技組」，並由總統府方面主導成立「台俄交流協會」，企圖響應普丁的「新東方政策」以進一步擴大雙邊在科技、經貿方面的交流。不過，對莫斯科當局而言北京的戰略利益遠大於臺北，故在中國政府的施壓下，台俄發展仍相當侷限。

#### 臺灣－新加坡關係
2004年7月，即將接任內閣總理的新加坡副總理李显龙以「渡假」名義訪問台灣，台星關係前景一度被樂觀看待。然而事隔數月，時任新加坡外交部长杨荣文在联合国大会上發言聲稱「臺灣一些團體試圖讓臺灣走向『獨立』是危險之極的舉動」，引發台星之間的外交風波，陳水扁政府對該發言極度不滿，時任外交部長陳唐山甚至公開批評新加坡「只是一個鼻屎大的國家」。

#### 臺灣－利比亞關係
中華民國與利比亚在斷交後的關係時好時壞，不過長期主政的利比亞領導人格達費在扁政府當政期間對台十分友善，2006年曾派遣次子賽義夫擔任特使訪問台灣，獲總統陳水扁公開接見；同年陳水扁的「世紀迷航」之旅亦曾降落於利比亞，獲得格達費高規格接待並在官邸秘密進行元首會談。格達費政府也宣布給予台灣免签证優惠，並於2008年准許「臺灣駐利比亞商務代表處」在首都的黎波里開設，是當時少數以「臺灣」為名掛牌成立的外館。

#### 臺灣－蒙古關係
過去國民黨政權長期不承認蒙古国，並堅持其為中華民國領土的一部分；民進黨在對蒙立場則支持給予外交承认，陳水扁亦曾於臺北市長任內與蒙古首都乌兰巴托締結姊妹市，中央執政後更將蒙古剔除於「大陸地區」的範圍，外交部並於2002年再次宣布承認蒙古國的獨立地位。扁政府對蒙釋出善意後，蒙古方面也給予積極回應，兩國遂分別於對方首都設立實質大使館，同時駐烏蘭巴托臺北貿易經濟代表處也直接隸屬外交部管轄，而非大陸委員會或蒙藏委員會。

### 國際參與
在歷經十年的談判與外交折衝後，2001年中華民國終於完成加入世界贸易组织（WTO）的程序，總統陳水扁於年底簽署批准書後，2002年1月1日正式以「臺澎金馬個別關稅領域」的名義成為WTO會員國。

## 兩岸

### 四不一沒有（2000－2001）
2000年首次執政的民進黨政府為安撫內部的軍方勢力，同時化解華府與北京方面的疑慮，總統陳水扁在就職典禮上發表「四不一沒有」的演說，宣稱在中共無意對台動武的前提下，保證「不宣佈獨立、不更改國號、不推動兩國論入憲、不推動改變現狀的統獨公投，以及沒有廢除《國統綱領》與國統會的問題」。但出於對《台獨黨綱》的不信任，北京當局並未接下陳水扁拋出的橄欖枝，國臺辦批評其在「一个中国」的立場上迴避，缺乏和解誠意。
初始扁政府仍持續釋出善意，由時任中央研究院院長李遠哲擔任召集人籌組「跨黨派小組」，成員涵括了中國國民黨、新黨等反對黨代表及學界、企業界代表與社會公正人士，試圖凝聚共識以謀求兩岸和諧。當時主導對台事務的中國國務院副總理钱其琛一度鬆口，不再堅持「一個中國」只能是中华人民共和国；而陳水扁也在2001年出訪危地马拉時再次提出「新五不政策」，試圖營造兩岸和解共榮的氛圍。

### 一邊一國論（2002－2004）
然而兩岸間的相互諒解僅僅是曇花一現。2001年美国总统小布希上任後，華府一改先前民主黨政府將中國定調為「戰略夥伴」的立場，改以「戰略競爭者」視之並採取友台態度，加之此時的中共正處於領導人換屆之際，新任總書記胡锦涛為安撫內部的鷹派勢力，在兩岸問題上選擇無視扁政府的善意，並升高對台的外交打壓；2003年SRAS疫情爆發後，中國甚至阻止WHO援助台灣，時任中國駐日内瓦辦事處代表沙祖康一句「誰理你們」也激起台灣輿論憤慨。陳水扁對此極為不滿，2002年時無預警拋出「一邊一國」的論述；雖然陸委會事後緊急澄清並非「兩國論」，但扁政府的兩岸政策方向已見轉變。
一邊一國論使得兩岸關係急轉直下，開啟了持續數年的對抗情勢；而在野的泛藍陣營亦因之退出跨黨派合作，導致扁政府不斷修正調整兩岸政策，逐步邁向全面對抗的基調。2004年，陳水扁首度動用《公民投票法》中的「防禦性公投」條款，發起「對等談判」與「強化國防」兩項公民投票提案；同年國慶談話中更是提出了「中華民國是臺灣」的論述，並開始在政府部門網站上使用「中華民國（臺灣）」的名稱。

### 廢國統綱領（2005－2008）
扁政府的一連串作為遭北京當局認定逾越紅線，全国人民代表大会於2005年通過《反分裂國家法》，企圖以武力震懾。此時扁政府已無意與對岸進行和解對話，同時也因國際社會普遍均對《反分裂法》持負面態度，使扁政府更加無意退讓。2006年，總統陳水扁釋出有意廢除國統會與《國統綱領》的消息，一舉打破其上任之初的「四不一沒有」承諾，致使兩岸陷入劍拔弩張的氛圍；最終在華府的壓力之下，陳水扁宣布「終止國統會運作，並終止適用《國統綱領》」。隔年，陳水扁再向時任联合国秘书长潘基文致函，要求以「臺灣」的名義申請加入联合国；執政的民主進步黨並發起入聯公投，遭致中國國臺辦批評稱是「變相的台獨公投」，也引來美国等其他國家的反對。
與李登輝時代相比，扁政府時期的兩岸關係很大程度受到美国的政策影響，華府介入調停的次數也大幅增加，主要仍是出於兩岸間的互不信任，無法如同前朝以派遣密使的方式進行溝通，主動掌握情勢走向。同時，在野的中國國民黨也一反過往堅持的反共立場，在時任黨主席連戰展開「和平之旅」的訪中行程後，自此改以「和平交流」作為兩岸政策的基調，大幅改善與中国共产党之間的敵對關係。

### 經貿政策

#### 小三通
扁政府執政初期採取「新中間路線」的對中政策，試圖擴大人員往來與通商規模以進行政治和解，行政院於2000年通過《試辦金門馬祖澎湖與大陸地區通航實施辦法》，兩岸達成共識先後開放「金門－廈門」與「金門－泉州」、「馬祖－福州」等定點客運航班。另外為配合西進政策的實施，同時扁政府仍盼透過經貿往來化解當時因《反分裂法》而高度緊張的政治僵局，兩岸於2005年首次達成共識，開放臺商及其眷屬的包機直航。

#### 西進政策
有別於前朝相對保守的「戒急用忍」立場，民進黨早在20世紀末期透過黨內辯論，定調對於兩岸經貿採取「強本西進」的主張；加上甫執政的陳水扁有意推動與對岸的政治和解，因此有相當一段時間扁政府積極鼓勵臺商搭上投資中国大陆的西進熱潮，並喊出「積極開放、有效管理」的口號，獲得極大成效。後期兩岸關係陷入緊張，扁政府改打出「積極管理、有效開放」的政策，認為不應將籌碼全押在中國市場，希望台商分散投資以降低風險，但不會縮緊現有政策。

## 國防

### 裁軍計畫
上世紀末的「精實案」原先預計裁軍至40萬兵力以下，但進行狀況稍嫌不順而未達標；2000年開始進入第二階段「精進案」，逐步朝「募徵併行」的計畫邁進，役期由原先的兩年陸續縮短至一年，國軍各部隊規模也逐年縮減，至2008年時已縮編至29萬兵力。

### 替代役
2000年立法院完成《兵役法》修正和《替代役實施條例》三讀後，國防部仿效欧洲的社會役模式導入「替代役制度」，提供因宗教、家庭或身體因素而礙難服役的役男解套方式；而原先無法源依據的「國防役」則予以廢除。

### 國防二法
過去中華民國國軍採行的軍政、軍令二元化制度，導致實際兵權掌握在參謀總長手中、國防部長僅有行政權的「雙頭馬車」局面；2002年立法院三讀通過《國防法》與《國防部組織法》（合稱「國防二法」）後，兵權回歸國防部長，軍管區司令部並改制為國防部後備司令部，從此「軍政軍令一元化」，以落實軍隊國家化的改革。

### 美國軍售
小布希總統任內美国售台軍事武器次數多達15次，顯示出華府雖然未將重心擺在亚洲事務上，但仍然相當注重兩岸間的軍力平衡；其軍售項目包括紀德級驅逐艦、柴電潛艦、P-3獵戶座反潛偵察機、MK48型魚雷、AH-64阿帕契直升機以及AAV-7A1兩棲突擊車等多項防禦性武器。惟由於朝小野大的緣故，在野的國親聯盟多次杯葛軍購預算，華府為了避免因預算案未通過對美方造成的信賴利益損害，因而改變軍售流程，在立法院通過預算後才願意公布軍售項目。

## 財政

### 金融改革
1990年代以來因大幅鬆綁金融市場而迅速資本化，卻也因監管制度未能即時跟上，而衍生嚴重的呆帳、掏空弊案等問題。扁政府上任之後，於兩個任期內分次啟動階段性的金融改革方案，稱為「一次金改」與「二次金改」，其主要措施如下：
- 行政院新設「金融監督管理委員會」（簡稱金管會），金融監管機關由財政部改為金管會專責掌理。
- 提出「金融六法」修正案開放設立金融控股公司，財政部並將中國國際商業銀行與多家金融机构進行整併，成立「兆豐金融控股公司」；另也調降营业税以解決銀行呆帳問題。
- 修正《證券交易法》引進独立董事制度，強化公司內部監督。
- 推動公股銀行減半與民營化，試圖降低其市占率並鼓勵民營金融業者加入市場競爭。

## 勞動

### 大量解僱
陳水扁總統就任後即推動其競選期間的勞工政見，在執政黨的推動下立法院三讀通過《大量解僱勞工保護法》，針對大規模解僱勞工的情形設立專門規範，要求僱主事先提報解僱計劃並進行勞資協商，保障勞工權益並防止資方負責人跑路。

### 勞退新制
臺灣自1986年《勞動基準法》實施勞工退休金制度以來，皆是採取由雇主管理退休金專戶的「給付制」；扁政府為改善勞工的被動處境，在歷經多次朝野協商後於2007年起正式實施勞退新制，勞工將取得退休金專戶的所有權、領取退休金並不再設有限制，轉換單位後先前的工作年資也將一併計入。

## 教育

### 教育改革

#### 九年一貫
扁政府上任後延續前朝的教育改革，2001年起開始實施九年一貫教育，中小學導入鄉土教育、健康教育和家政、童軍、藝術、資訊等彈性領域課程，試圖扭轉「萬般皆下品，唯有讀書高」的觀念。同時，教育部也針對高中課綱進行大幅修正，2003年頒布、2006年實施的《95暫綱》中，歷史科部分將臺灣史獨立成冊，脫離中國史的範圍；地理科部分亦將台灣地理與中国地理分離，教科書上的中國地圖也不再是早期中華民國政府宣稱的「秋海棠」，改以今中华人民共和国的實際控制範圍為標記；而過往的「三民主義」則與公民、現代社會等科目整合併入新設的「公民與社會」（簡稱公民科）之中，並重新編授民主政治、法律、经济学等公民教育。至於教科書用詞方面，則以「中國」取代「本國」、「大陸」與「中共」等語彙。2008年教育部進一步修改未完成的內容，再公布完整的《98課綱》。

#### 多元入學
為改善過去競爭過於激烈導致的各種升學壓力問題，扁政府延續前朝的規劃方案，於2001年起以「大學學科能力測驗」（簡稱學測）與「大學入學指定科目考試」（簡稱指考）取代過往的大學聯考，其中學測與聯考時代最大的差異在於不再以答題分數作為成績，而係將全體考生區分為15個級距，同時將應試科目縮編至國文、英文、數學、自然和社會5科，考生最終將以各科級分加總做為總成績，避免以往「差0.1分」的情形。而在指考部分，雖仍維持以答題分數計分，但各系所則依其所需採計特定科目，考生可以自由選考。
另外，高中職升學方面也一併廢除高中聯考而以「國民中學學生基本學力測驗」（簡稱基測）取而代之，並同樣將科目刪減至國英數自社五科，同時也新增多元入學方案，考生得以在校成績以外其他領域的傑出成果作為入學申請依據；至於技職教育升學部分，則另辦「四技二專統一入學測驗」（簡稱統測）作為升學考試。

### 國防教育
1998年司法院大法官公佈釋字第450號解釋宣告《大學法》規定強制教授军训課程侵犯学术自由與大学自治，已屬違憲；之後立法院通過修法，教育部宣布全國大專院校與高中職自2003年起廢除軍訓教育，改由選修性質的「國防安全通識」取代，內容並不再倡導愛國主義，改教授軍事知識為主。2005年通過《全民國防教育法》後，再進一步改為「全民國防課程」，由校內的軍訓教官任教，並於2007年起恢復高中職的「軍訓打靶」，所有學生不分性別都應至軍事基地接受實彈射擊的軍事訓練。

## 施政爭議

### 八掌溪事件
2000年7月，4名工人因溪水上漲而受困於嘉義縣八掌溪河床上，在向外求援後，政府各機關卻互相推諉責任，導致受困工人在媒體連線直播中，被全國民眾目睹遭溪水沖走，最終溺水身亡。時任行政院副院長游錫堃為此事負起政治責任，請辭下台。

### 和平醫院封院
2003年SARS疫情在台灣爆發，高致死率引發社會恐慌；由於台灣過去未曾有面臨的大流行病防疫經驗，中央政府與地方政府皆不知道該如何應對。當時爆發院內感染的和平醫院，臺北市政府與行政院衛生署在未進行分艙分流的措施下，直接宣布「封院」只進不出，許多看診病患因此被困在醫院無法離開，造成院內交叉感染，有如煉蠱；院內醫護人員也因缺乏防護裝備與事前準備，形同被關在院內自生自滅，使得許多護理人員精神瀕臨崩潰。
封院事件最終造成數名護理師與病患感染犧牲，而當時主責的臺北市長馬英九、北市衛生局局長邱淑媞和衛生署長涂醒哲卻相互推諉責任，不願承認應為此事件負責。

### 319槍擊案
2004年3月19日，第11任總統、副總統選舉投票前一日，力求連任的總統陳水扁與副總統呂秀蓮車隊在臺南市掃街拜票時遭到槍擊，子彈擦過呂秀蓮的膝蓋、並擊中陳水扁腹部。事發後，扁呂二人被緊急送往奇美醫院救治，所幸無大礙。由於選前雙方民調陷入膠著，為了避免爭議，中央選舉委員會接受在野黨候選人連宋陣營的訴求，選舉如期舉行；而兇手陳義雄卻在案發10日後被發現於海邊溺斃身亡。
開票後，雙方陣營一直保持極小的差距，最終陳呂陣營以千分之2、僅2萬餘票的差距成功連任。由於選前多數民調普遍顯示連宋二人些微勝出，泛藍陣營無法接受選舉結果，不僅在府前的凱達格蘭大道連夜抗議、在野黨立委甚至帶頭衝撞高雄地方法院大門，其支持者也指控槍擊事件是執政黨自導自演的結果，目的在於影響選情。而在警政署提交專案報告後，在野黨立委紛紛表示無法信任報告的真實性，立法院便在國親聯盟的主導下成立「319槍擊事件真相調查委員會」；而後卻又因其職權有違反權力分立的疑慮而遭宣告違憲，引發國會與司法院間的對立。最終真調會發布的報告中仍未有所發現，而連宋陣營的選舉無效之訴也遭法院駁回。

### 第一家庭弊案
2005年起臺灣政壇陸續傳出多起貪瀆弊案，當中不乏眾多黨政要員和第一家庭成員涉案，陳水扁女婿趙建銘甚至遭到法院羈押，導致扁政府的民間聲望一落千丈，同時也遭到在野黨抨擊要求辭職、並試圖提起罷免。一連串的政治醜聞亦引發黨內分裂，執政黨內部開始出現不滿聲浪，前民進黨主席施明德更是號召民眾、在野黨上街抗爭，發起持續數月的「百萬人民倒扁運動」；雖然陳水扁因現任總統身分享有暫時不受追訴的豁免權，但其卸任後即因此案成為中華民國歷史上首位被判刑入獄的國家元首，民進黨也於2008年總統選舉中慘敗而失去政權。

## 腳註